# Mitro Repo
Mitro Repo (né le 3 septembre 1958 à Helsinki, Finlande) est un prêtre orthodoxe finlandais, écrivain et député européen de 2009 à 2014.

## Livres
- (fi) Isä Mitron sanakirja: Ortodoksiset termit selityksineen [« Dictionnaire du Père Mitro : termes orthodoxes et leur  explication »], Helsinki, WSOY, 2007 (ISBN 978-951-0-33100-2)
- (fi) Isä Mitron ajatuksia elämästä, työstä, uskosta [« Pensées du Père Mitro sur la vie, le travail, la foi »], Helsinki, WSOY, 2008 (ISBN 978-951-0-34603-7)